# Cojtomil
Cojtomil är en ort i Mexiko.   Den ligger i kommunen Chilón och delstaten Chiapas, i den sydöstra delen av landet, 800 km öster om huvudstaden Mexico City. Cojtomil ligger 877 meter över havet och antalet invånare är 174.
Terrängen runt Cojtomil är huvudsakligen kuperad, men västerut är den bergig. Runt Cojtomil är det ganska tätbefolkat, med 54 invånare per kvadratkilometer. Närmaste större samhälle är Centro Chich, 5,3 km norr om Cojtomil. I omgivningarna runt Cojtomil växer i huvudsak städsegrön lövskog.